# Wiktor Petryk
Wiktor Jurijowycz Petryk (ukr. Віктор Юрійович Петрик; ur. 29 lutego 1996) – ukraiński zapaśnik walczący w stylu klasycznym. Zajął trzynaste miejsce na mistrzostwach świata w 2019 roku.
Piętnasty w indywidualnym Pucharze Świata w 2020. Brązowy medalista mistrzostw Europy w 2021, a także MŚ wojskowych w 2025 roku.